# Tres Korales
Tres Korales fou el nom donat pels portuguesos al territori a l'est de Colombo, format per tres districtes natius (Korales). Limitava al nord amb Quatre Korales, a l'est amb Udayalata, al sud amb Sabaragamuwa i a l'oest amb el korale de Siyane que era domini directe holandès.